# Meister von 1445
Als Meister von 1445 wird ein namentlich nicht bekannter oberrheinischer Maler der Spätgotik bezeichnet. Der Mitte des 15. Jahrhunderts vermutlich in Basel oder Konstanz tätige Künstler erhielt seinen Notnamen nach der Jahreszahl 1445 auf einem von ihm geschaffenen Gemälde. Das Tafelbild stellt die Legende um Besuch und Speisung des Heiligen Antonius beim Eremiten Paulus in der Einöde dar. Ehemals befand es sich in der Sammlung des Fürsten von Fürstenberg in Donaueschingen, seit 1933 im Kunstmuseum Basel.
Der Meister von 1445 gilt als ein enger Nachfolger von Konrad Witz. Wie dieser ist er von der Malerei der oberitalienischen Renaissance und von Malern aus Flandern beeinflusst. Er scheint einen von Witz begonnenen, auch auf Wurzeln in der burgundisch-französischen Malerei weisenden Stil fortzusetzen.

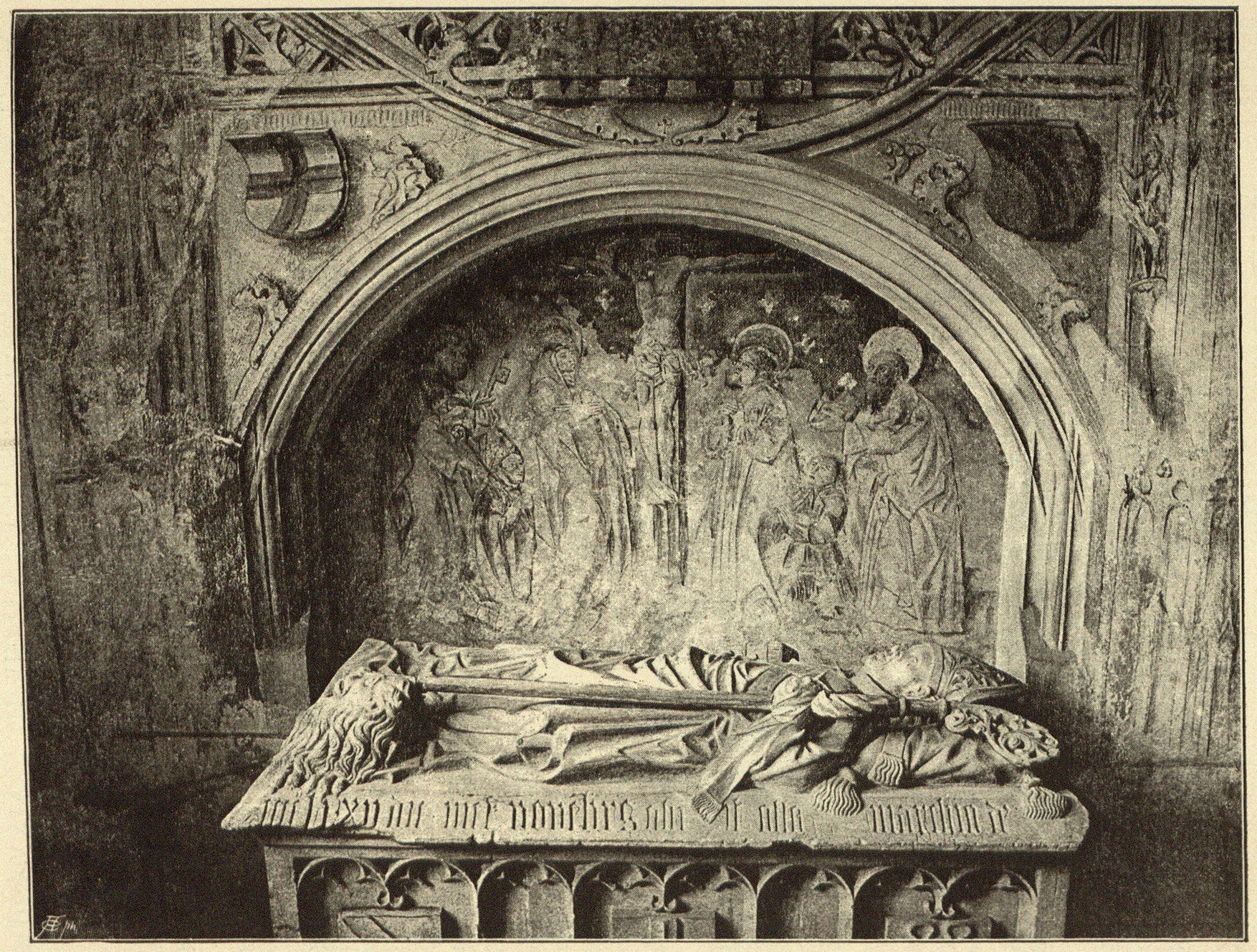
Konstanzer Münster, Grabmal des Bischofs Otto von Hachberg

Dem Meister von 1445 wird weiter die malerische Ergänzung der Grabnische des Bischofs Otto von Hachberg in der Margarethenkapelle des Konstanzer Münsters zugeschrieben, eine Madonna mit Engeln, ebenfalls 1445 ausgeführt. Mit ihrem plastischen Hintereinander gehört sie zu den frühesten Werken des räumlichen Illusionismus in der deutschen Kunst.
Das Werk des Meisters von 1445 wird in der kunsthistorischen Literatur manchmal auch mit dem Namen Basler Meister von 1445 bezeichnet.